# Seeburgturm
Der Seeburgturm ist ein Aussichtsturm der Gemeinde Kreuzlingen im schweizerischen Kanton Thurgau. Der Turm steht unweit des Kreuzlinger Hafens am Nordrand des Seeburgparks.

## Situation
Der im Jahre 2000 aus Holz (Douglasie und Weisstanne) erstellte Turm ist 15,4 Meter hoch und mit einem begrünten Dach versehen. 53 Treppenstufen führen zur Aussichtsplattform in 10,4 Meter Höhe.
In ca. 5 Minuten führen Wanderwege vom Park am See zum Aussichtsturm.
Vom Turm aus bietet sich eine Sicht über Kreuzlingen und Konstanz sowie den Bodensee.

## Galerie

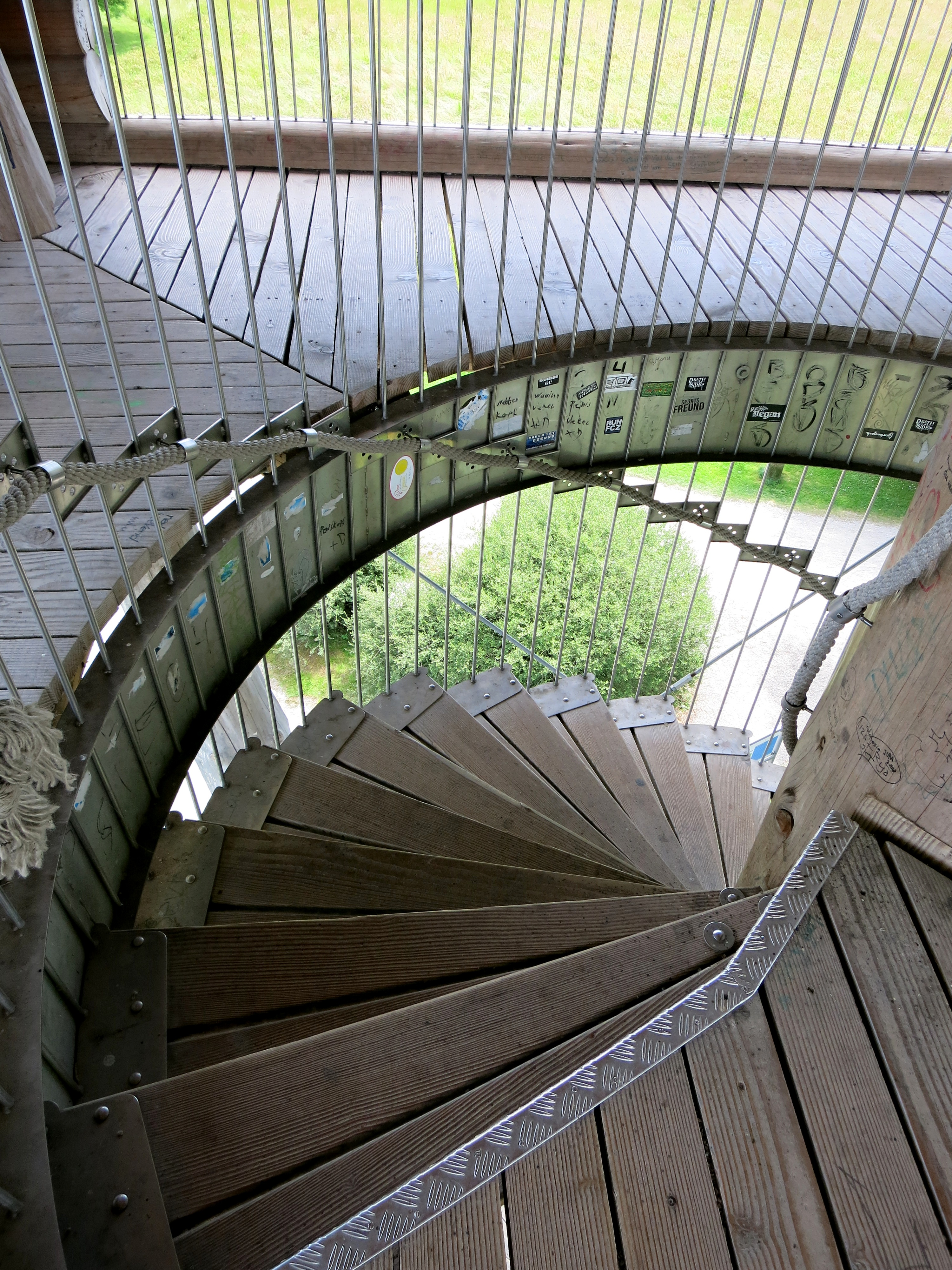
Treppen
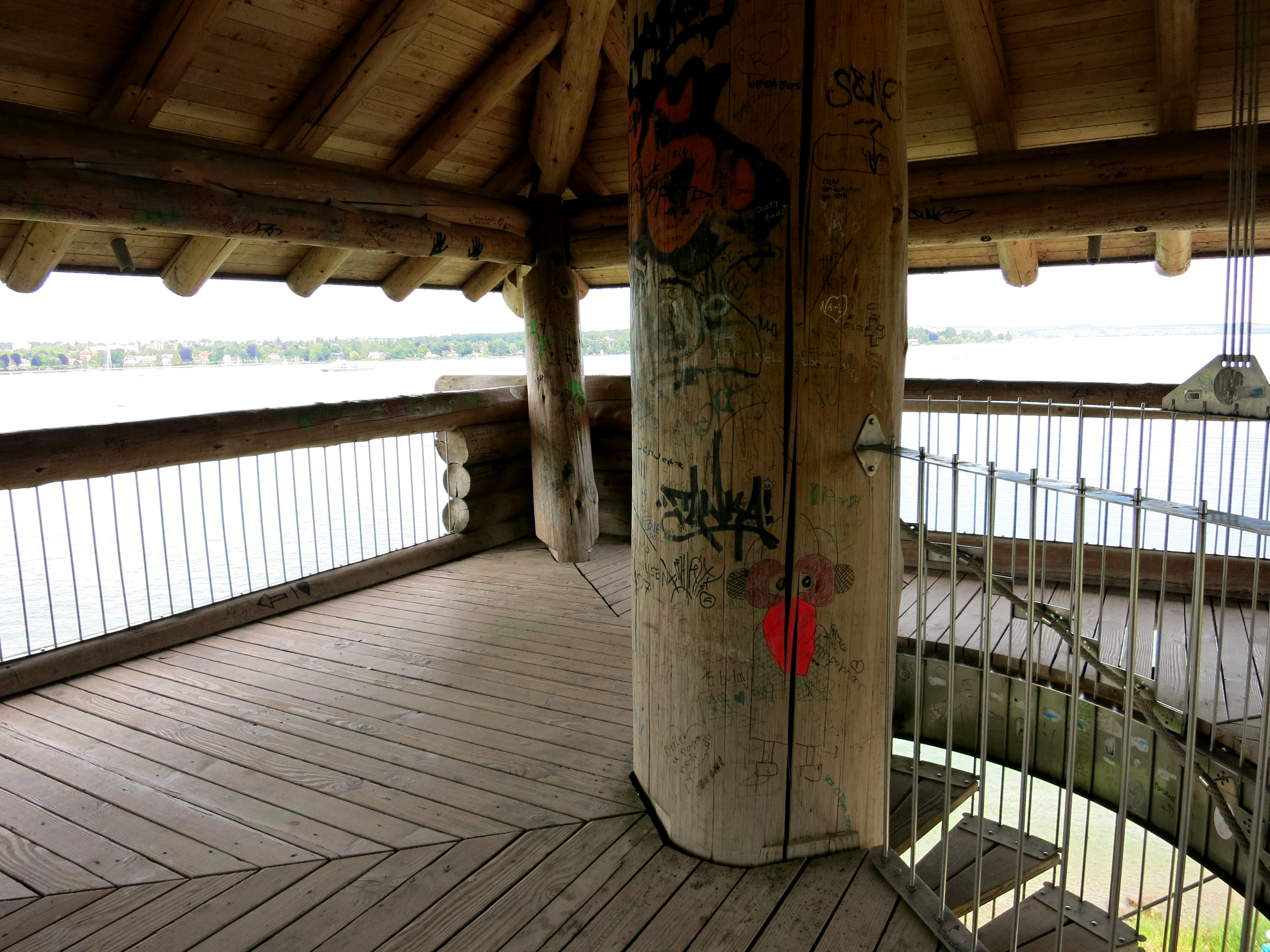
Aussichtsplattform